# Vrba trojmužná
Vrba trojmužná (Salix triandra) je statný keř z čeledi vrbovitých (Salicaceae). Jeho výška se pohybuje kolem 2–6 metrů. Koruna je košatá, bohatě větvená. Větve jsou obloučnaté, pružné, na koncích hustě rozvětvené. Dožívá se 40 let.

## Popis
Kmínky dosahují až 15 cm v průměru. Borka je odlupčivá v plátcích, popelavě šedá. Obnažená kůra má skořicově hnědé zbarvení. Lýko je šedozelené. Letorosty šedozelené, hladké, lysé, lesklé, slabě hranaté. Pupeny mají vejcovitý nebo kuželovitý tvar, jsou kýlnaté nebo žebernaté, na vnější straně klenuté. V bezlistém stavu na vnitřní straně mírně chlupaté, zelenavé, žlutavé nebo světle šedé. Obvykle bývají přitisklé k větvičce nebo také zřídka mírně odstávající.
Listy jsou střídavé, podlouhle kopinaté, 4–9 cm dlouhé, okraj je jemně zubatý. Jsou oboustranně zelené, z počátku řídce chlupaté, později lysé, lesklé, na rubu někdy se sivým voskovým povlakem. Listová čepel je u některých listů často ve střední části až zúžená. Postranní žilky jsou postaveny pod úhlem 70°. Palisty mají polosrdčitý tvar, často bývají žlaznaté.
Kořenový systém je velmi mělký, kořeny dosahují délek do 6 metrů.
Vrba trojmužná je dvoudomý keř, kvete v dubnu současně s rašením listů. Květy jsou uspořádány do válcovitých stopkatých jehněd kuželovitého tvaru. Prašníkové jehnědy jsou až 6 cm dlouhé, pestíkové o polovinu kratší.
Plody jsou lysé tobolky, obsahující v každé chlopni 14–15 základů semen. Plodí téměř každý rok.

## Rozšíření
Vrba trojmužná je euroasijský druh s rozsáhlým areálem zasahujícím od severu Afriky přes Evropu, Malou Asii, Kavkaz a Střední Asii až do Číny. V Evropě
chybí snad jen na chladném severu a severovýchodě. Je obtížné rekonstruovat přesněji její přirozené rozšíření, v kulturních oblastech bývala někdy vlivem pastvy na velkých plochách vyhubena (pro nasládlé listí), jinde zase byla vysazováním rozšířena mimo areál.
V ČR roste roztroušeně v nížinách a pahorkatinách, v
horských oblastech ojediněle.

## Ekologie
Doprovází vodní toky, vyskytuje se u slepých ramen řek, na čerstvých říčních náplavech. Nejčastěji roste na hlinitých náplavech ve
spodních částech toku, typicky s vrbou košíkářskou. Svědčí jí živinami bohatší, hlubší, těžší, dostatečně vlhké půdy u proudící vody. Příliš kyselé podklady jí nevyhovují. Snáší
stojící vodu. Příliš jí nesvědčí sucho, je málo odolná vůči chorobám a škůdcům. Je velmi citlivá na pozdní mrazy a nedostatek světla. Nasládlé listí je
okusováno zvěří a dobytkem.  

## Význam
Velmi hojně využívaná vrba v produkci proutí. Vysazuje
se k zpevňování břehů v nížinách a pahorkatinách u toků
s hlinitými břehy. Pro zahrady a parky celkem bez významu, pro krajinářské
účely málo významný druh.

## Galerie

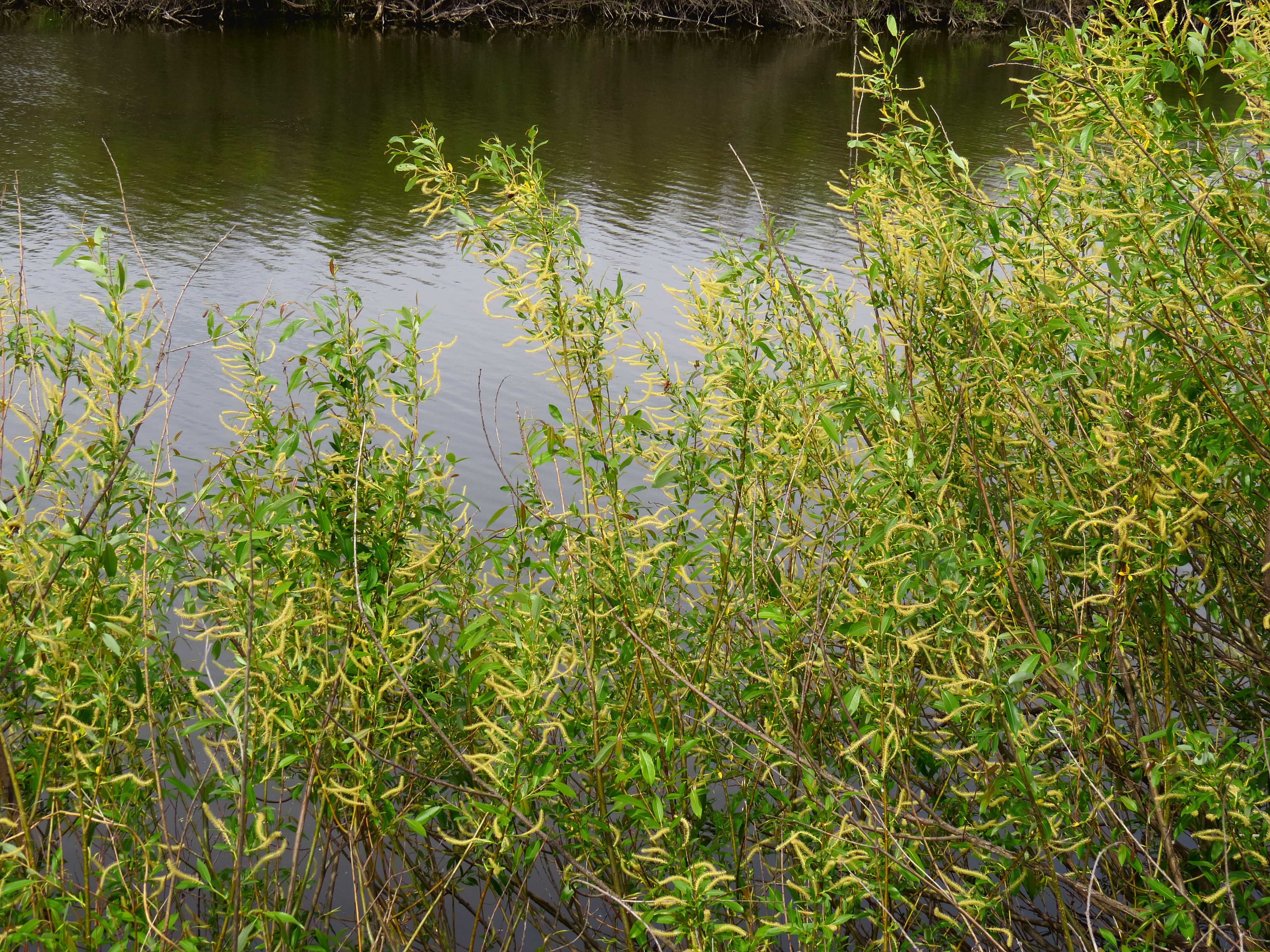
Keř u vody
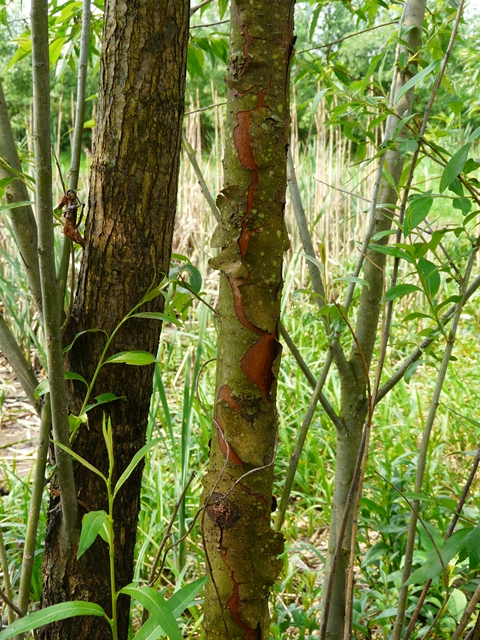
Odlupující se kůra vrby trojmužné (prostřední kmen)
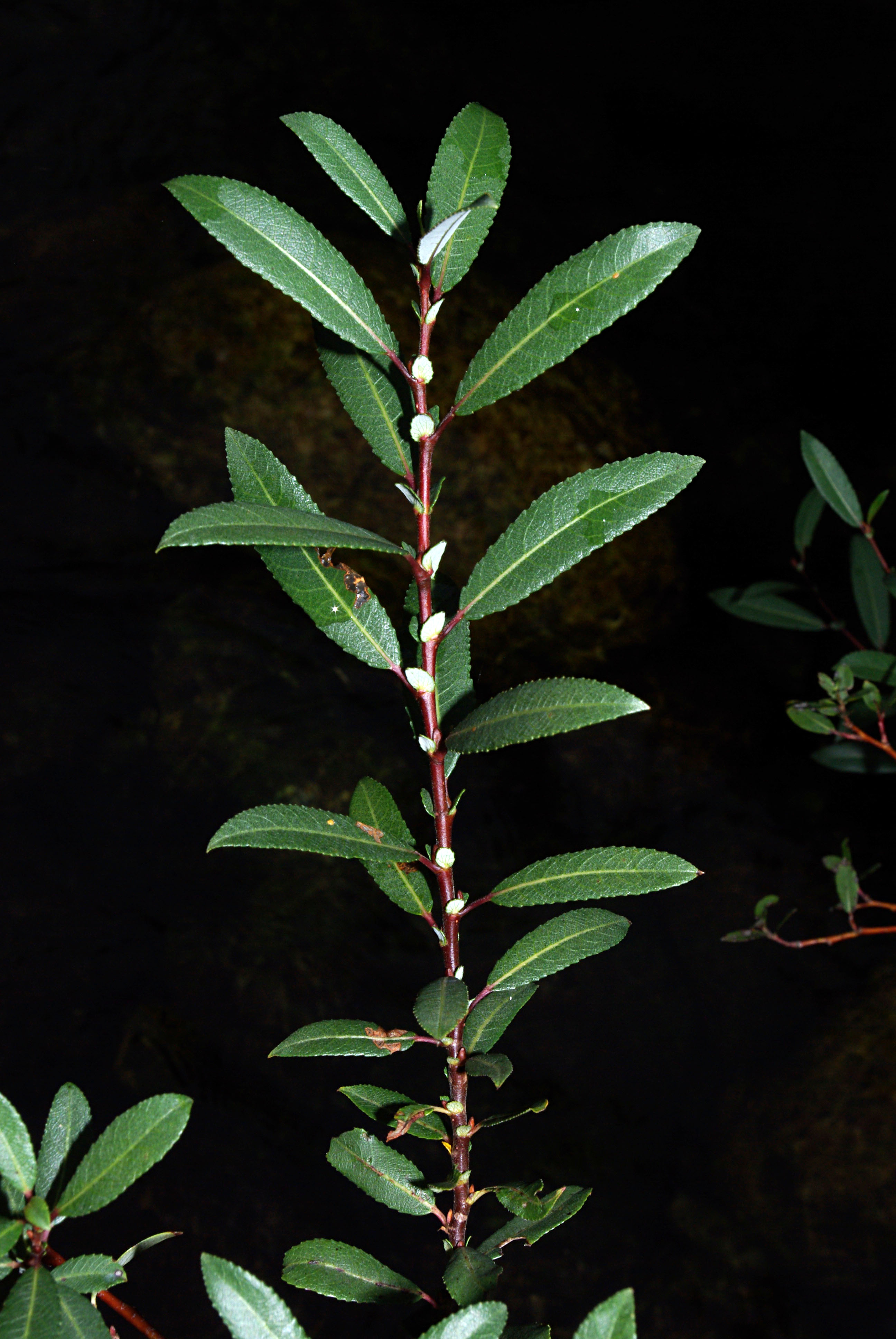
Detail větévky